# محادثات جوبا 2006–08
كانت محادثات جوبا عبارة عن سلسلة من المفاوضات بين حكومة أوغندا ومجموعة متمردي جيش الرب للمقاومة بشأن شروط وقف إطلاق النار وإتفاق سلام محتمل.
بدأت المحادثات التي عقدت في جوبا، عاصمة جنوب السودان المتمتعة بالحكم الذاتي في يوليو 2006 وتوسط فيها ريك مشار نائب رئيس جنوب السودان.
و وصفت هذه المحادثات التي أسفرت عن وقف إطلاق النار بحلول سبتمبر 2006م بأنها أفضل فرصة للتوصل إلى تسوية تفاوضية للحرب المستمرة منذ 20 عاماً. ومع ذلك رفض زعيم جيش الرب للمقاومة جوزيف كوني التوقيع على اتفاق السلام في أبريل 2008.
وبعد شهرين شن جيش الرب للمقاومة هجوماً على بلدة جنوب السودان، مما دفع حكومة جنوب السودان إلى الانسحاب رسميًا من دور الوساطة.

## استعدادات
وصل وفد من جيش الرب للمقاومة إلى جوبا بالسودان في 8 يونيو 2006م للتحضير لمحادثات مع الحكومة الأوغندية بوساطة من حكومة جنوب السودان  ومجتمع سانت إيجيديو.
تم الإتفاق على هذه المحادثات بعد أن أصدر كوني شريط فيديو في مايو نفى فيه ارتكاب الفظائع ودعا إلى إنهاء الأعمال العدائية رداً على إعلان موسيفيني بأنه سيضمن سلامة كوني إذا تم الاتفاق على السلام بحلول يوليو.
وكان موسيفيني قد تعهد بمنح كوني شريط عفواً تاماً إذا تخلى عن (الإرهاب).
حث وزير الأمنالأوغاندي (أماما مبابازي) المحكمة الجنائية الدولية على التخلي عن لوائح الإتهام الصادرة في عام 2005 ضد قادة جيش الرب للمقاومة لكن المستشار القانوني لجيش الرب للمقاومة (كريسبوس آينا أودونجو) رفض العرض قائلاً إن قبول العفوي يفترض الإستسلام ويعني أن جيش الرب للمقاومة لم يعد يستسلم متاح للمناقشات.
أصرت العديد من المنظمات بما في ذلك المحكمة الجنائية الدولية  ومعهد حقوق الإنسان التابع (لنقابة المحامين الدولية)  على وجوب اعتقال قادة جيش الرب للمقاومة وفقاً لنظام روما الأساسي.
أجرى جوزيف كوني أول مقابله له مع الصحافة بعد 20 عاماً من تنفيذ الصراع في أواخر يونيو 2006م.
ونفى أن يكون جيش الرب للمقاومة قد أي فظائع، وألقى اللوم على الرئيس موسيفيني لقمع أكولي. بغض النظر في أواخر يونيو 2006م دعت حكومة جنوب السودان اوغندا رسمياً لحضور محادثات السلام.

## المفاوضات الأولية
في 14 يوليو 2006م بدأت المحادثات في جوبا بين وفدي جيش الرب للمقاومة واوغندا وكان نائب رئيس جنوب السودان ريك مشار هو الوسيط الرئيسي.
صرح رئيس الوفد الأوغندي وزير الشؤون الداخلية (روهكانا روجوندا) بأن أولويته هي الحصول على وقف سريع لإطلاق النار  وقال وفد جيش الرب للمقاومة بقيادة (مارتن أوجول) إن قبول جيش الرب للمقاومة بمحادثات السلام لا ينبغي أن يتم تفسيره بأنه لم يعد بإمكان جيش الرب للمقاومة القتال لكنه شدد على أن التسوية عن طريق التفاوض هي أفضل طريقة لإنهاء هذا الصراع 
وإنتقد الوفد الأول لأنه يتألف إلى حد كبير من (أكولي المغتربين) وليس من أفراد القوة المقاتلة.ومع ذلك بعد تأجيلات ثيرة وصلت (فينسنت أوتي) لعقد اجتماعات يوم 29  تلا ذلك في اليوم التالي ابن سليم كوني الذي يبلغ من العمر 14 عاماً (تقاسم إسماً مع شقيق الرئيس موسيفيني، سالم صالح). إلتقى كوني نفسه مع الزعماء الدنيين والسياسيين المحليين من شمال اوغندا وجنوب السودان في اليوم التالي. في 2 أب أغسطس عقد كوني أول مؤتمر صحفي له وطالب فيه بوقف إطق النار قبل استئناف مفاوضات حكومة جيش الرب للمقاومة في 7 ونفى إختطاف الأطفال على الإطلاق.
لاحظت بعض المصارد الإعلامية أنه من بين حوالي 80 من مقاتلي جيش الرب للمقاومة المحيطين بالمكان الصحفي كانوا في سن المراهقة 
ظل السياق الأوسع للمحادثات مرتبكاً. تنظر حكومة جنوب السودان إلى المحادثات على أنها وسيلة لتخليص نفسها من جيش أجنبي يعقد علاقاتها الحساسة من حكومة الخرطوم.
أدى طلب الحكومة الأوغندية للمحكمة الجنائية الدولية بتعليق لوائح جرائم الحرب ضد قادة جيش الرب للمقاومة، والذي أدانته جماعات حقوق الإنسان الدولية، لكن بدعم كبير من القادة المدنيين داخل شمال اوغندا إلى إلى دفع بعض المحللين السياسيين إلى اعتبار طلب الحكومة الأوغندية بمثابة حيلة لكسب الدعم المحلي.
كان تعليق (جورج أولارا) أحد النازحين داخليا الذين يعيشون في معسكر في بادر "لاينبغي نقله (كوني) إلى لاهاي دعه يعود ويعيش مع المجتمع لأن هذه هي الطريقة التي سيتم بها تحقيق المصالحة سيأتي السلام إذا نجحت المحادثة ولكن هنالك احتمال أ تفشل أيضاً كما فعلت من فبل.

## وقف إطلاق النار

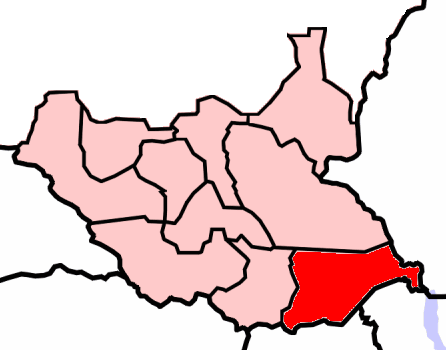
تقع أويني كي بول في شرق الاستوائية (باللون الأحمر) على الحدود مع أوغندا من الجنوب، وكينيا من الجنوب الشرقي وإثيوبيا من الشرق.

في 4 أغسطس 2006م أعلن فنسنت أوتي وقف إطلاق النار من جانب واحد وطلب من الحكومة الأوغندية أن ترد بالمثل.
صرح وزير الشؤون الداخلية الأوغندي (روهكانا روجوندا) أنهم ينتظرون لمعرفة التأثير على الأرض. قُتلت رئيسة المحكمة الجنائية الدولية (راسكا لوكويا) في معركة في 12 أغسطس 2006م؛ طلب جيش الرب للمقاومة الحداد لمدة ثلاثة أيام أنه متحدثاً قال إن المحادثات ستستمر. وحدد الرئيس الأوغندي موسيفيني مهلة 12 سبتمبر 2006م لوضع اللمسات الأخيرة على إتفاق سلام.
وقعت الحكومة وجيش الرب للمقاومة هدنه في 26 أغسطس 2006م بموجب شرط الإتفاقية، طُلب من قوات جيش الرب للمقاومة مغادرة اوغندا والتجمع في منطقتين للتجمع حيث وعدت الحكومة الأوغندية بأنها لن تهاجم وأن حكومة جنوب السودان ضمنت سلامتهم بمجرد الانتهاء من ذلك ستبدأ المحادثات حول اتفاق سلام شامل.
على الرغم من أنه لم التصول إلى إتفاق نهائي بحلول 12 أغسطس إلا أن متمردي جيش الرب للمقاومة بدأوا التجمع في مناطق التجمع، وذكر الوفد الحكومي أنهم يلتزموا بالموعد النهائي.
صرح ريك مشار أن عدة مئات من المتمردين بمن فيهم (أوتي) تجمعو في إما في (ري كوانجبا) في غرب الاستوائية أو (أويني كي بول) في شرق الاستوائية.

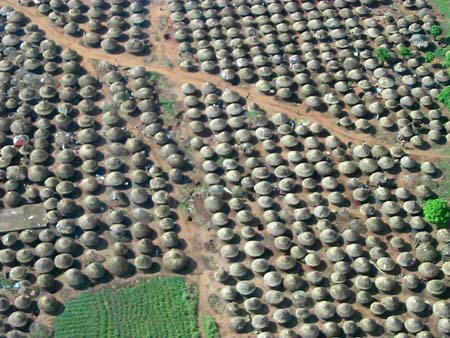
الأكواخ في مخيم Kitgum IDP مكتظة بإحكام

بدأت الحكومة أيضاً في عملية إنشاء (معسركات الأقمار الصناعية) لإزدحام المخيمات الرئيسية للنازحين، في بادر تم أحتلال 28 موقعاً صناعياً من أصل 48 موقعاً، تم تحديده اعتباراً من أواخر سبتمبر 2006م بينما كانت الأرقام الموجودة في كيتجوم 21 من 36 موقعًا.
تم تشجيع الأشخاص النازحين داخليا في أقصى الجنوب في
(تيزو ولانغو) على العودة إلى ديارهم مباشرة ومع ذلك استمرت المحادثات إلى تأخير.
في 23 سبتمبر هدد وفد جيش الرب للمقاومة بالانسحاب من المفاوضات مدعيا أن قوات الدفاع الشعبية الأوغندية قد هاجمت قواتها في (أويني كي بول) وتطالب بتغيير تركيبة الوفد الحكومي وإلغاء أوامر المحكمة الجنائية الدولية قبل أي إتفاق. أنكرت اوغندا الإتهام بالهجمات، إلتقى الوفدان مع الوسيط ريك مشار 25 سبتمبر 2006 ولكن ليس مع بعضهما البعض.

### هجمات
تم إيقاف المفاوضات مؤقتاً في أوائل شهر أكتوبر بينما تم إرسال فريق مراقبة وقف الأعمال القتالية إلى (Owiny KiBul) تم إيقاف الفريق بأنه لم يقع أي هجم، لكن جيش الرب للمقاوم قد إبتعد ببساطة عن المواقع المحدده وأوصى الفريق بأن يعدو متمردو جيش الرب للمقاومة تجميع صفوفهم في (أويني كي بول)، بينما ذكروا أن جيش الرب للمقاومة لم يحترم الإتفاق وكان يستخدم دعاية معادية وأن قوات الدفاع الشعبية والأوغندية كانت موجودة بالقرب من نقاط التجمع وأن الوسطاء قد فشلوا في توفير حراس مسلحين. في 11 أكتوبر 2006 ، اقترح جيش الرب للمقاومة أن تتبنى أوغندا هيكلاً فيدرالياً، مما أثار انتقادات من المتحدث الرسمي باسم الحكومة.
في 20 أكتوبر 2006م سافر الرئيس الأوغندي(يوويري موسيفيني) إلى جوبا للقاء مفوضي جيش الرب للمقاومة وجهاً لوجه لأولة مرة في محاولة لإحياء المحادثات التي وصفتها بي بي سي نيوز بأنها «متوقفة» و «متعثرة» من قبيل صحيفة
ذا مونيتور.أفاد مصدر حكومي أوغندي بأن الرئيس تحدث بغضب ووبخ فريق جيش الرب للمقاومة عدة مرات قبل الإشارة لاحقاً إلى جيش الرب للمقاومة على أنه «غير جاد» في خطاب لاحق لمسؤولي حكومة جنوب السودان.
وأليت شاحبة خلال المحادثات بقتل عشرات المدنيين بما في ذلك إطلاق النار على النساء والأطفال في الرأس، بالقرب من مدينة جوبا (عاصمة جنوب السودان) خلال اليومين السابقين ونفذت الهجمات جماعات لم تُحدد هويتها بعد لكن البعض إشتبه في أنه جيش الرب للمقاومة هو المسؤول عن هذه الفوضى.
بعد مأزق استمر أسبوعاً وقع جيش الرب للمقاومة والحكومة هدنة ثانية في 1نوفمبر 2006م كلفت فريق المراقبة حتى 1ديسمبر وكان الإتفاق السابق قد إنتهى من الناحية الفنية في ديسمبر. كجزء من الإتفاقية كان على جيش الرب الانسحاب من بعد مأزق استمر أسبوعاً وقع جيش الرب للمقاومة والحكومة هدنة ثانية في 1نوفمبر 2006م كلفت فريق المراقبة حتى 1ديسمبر وكان الإتفاق السابق قد إنتهى من الناحية الفنية في ديسمبر. كجزء من الإتفاقية كان على جيش الرب للمقاومة الانسحاب من (أويني كي بول) بعد منطقة عازلة يبلغ طولها 30 كلم.
مُنح جيش الرب للمقاومة أسبوعًا لإعادة تجميع صفوفه في أويني كي بول، وأربعة أسابيع للتجمع في ري كوانجبا. رفض كوني وأوتي دخول المخيمات، بدعوى الخوف من الاعتقال بناء على أوامر المحكمة الجنائية الدولية. ينص الاتفاق كذلك على أنه لن يتم توفير المواد الغذائية لوحدات جيش الرب للمقاومة خارج نقاط التجمع إلا في «ظروف استثنائية».
في واحدة من أهم لحظات جيش الرب للمقاومة خلال المحادثات إلتقى وكيل الأمين العام للأمم المتحدة للشؤون الإنسانية ومنسق الإغاثة في حالات الطوارئ (جان إيغلاند)
مع (كوني وأوتي) على أمل دفع المحادثات إلى الأمام في 12نوفمبر 2006. كان (إيجلاند) قد صرح في وقت سابق بأنه لن يجتمع مع (كوني)إلا إذا أطلق جيش الرب للمقاومة المختطفين من الأطفال والأفراد المصابين لكن (كوني) نفى أن يكون أي شخص من جيش الرب للمقاومة إما محتجزاً ضد إرادته أو مصاباً.
أعلن جيش الرب للمقاومة انسحابه من المحادثات في الـ30 من نوفمبر، قائلاً إن قوات الدفاع الشعبية الأوغندية قتلت ثلاثة من مقاتليها. كان الموعد النهائي لمقاتلي جيش الرب للمقاومة لإنهاء التجمع عند نقاط التجمع هو 1ديسمبر  أنكرت اوغندا التهمة، كذلك قام الأمين العام للأمم المتحدة المنتهية ولايته (كوي عنان) بتعيين (يواكيم شايسانو) الرئيس السابق (لموزمبيق) ليكون مبعوث الأمم المتحدة للصراع. وتم تمديد الهدنة لمدة شهرين آخرين في 18 ديسمبر.
في 12ياناير 2007م صرح (أوجول) أن التعليقات الأحيرة التي أدلى بها عمر البشير و (كير تشير) بوضح إلى أن جيش الرب للمقاومة لم يوضح موضوع ترحيب في السودان وأنه ينبغي إجراء المزيد من المحادثات في كينيا بدلاً من ذلك. في 14 مارس 2007 أعلن جيش الرب للمقاومة أنه سيعود مرة أخرى إلى محادثات جوبا. بعد أن وافقت كل من جنوب أفريقيا وكينيا وموزنبيق على الانضمام إلى محادثات السلام (وهو طلب قدمه جيش الرب للمقاومة قبل عودته إلى جوبا).
عقدت الجولة الثانية من هذه المحادثات في الفترة من 13 أبريل إلى 14 أبريل 2007م  في هذه الجولة تم تمديد وقف إطلاق النار حتى 30يونيو 2007م وكانت (ري كوانجبا) نقطة التجمع التي أتفق عليها وتم تحديد الجولة التالية من المحادثات في 25أبريل 2007م.

## استئناف
بعد هذا التعليق في محادثات السلام مكّن مشروع مبادرة جوبا من إستئناف جهود الممثل الخاص للأمين العام فيأيار مايو 2007م وبفضل جهود الممثل الخاص للأمين العام للمناطق المتضررة من جيش الرب للمقاومة (يواكيم شيسانو).
توسطت المحادثات مرة أخرى حكومة جنوب السودان ولكن بدعم من الأمم المتحدة و (تيسير لوجستي) من مكتب تنسيق الشؤون الإنسانية (OCHA) تحت قيادة رئيسها المحلي إليان دوثويت.
في 29يونيو 2007م وافق الطرفان على مبادئ كيفية معالجة العادلة والمصلحة وهي الثالة من جدول الأعمال التي تتكون من خمسة نقاط.
إتفق جيش الرب للمقاومة والحكومة على أن إجراءات العدالة الرسمية ومراسم (ماتو أوبوت) التقليدية للمصالحة ستعلب دوراً، وصرحت الناطقة باسم وفد الحكومة (باريغي با هوكو)
و بأنها ستحاول إقناع المحكمة الجنائية الدولية بأن هذا سيعالج مخاوفهم بشأن الإفلات من العقاب وأن عمليات الاعتقال تحت إشراف المحكمة الجنائية الدولية لن تكون ضرورية. في نوفمبر 2007 ، سافر وفد من جيش الرب للمقاومة برئاسة (مارتن أوجول) إلى كمبالا لتأكيد التزامهم بحل سلمي للنزاع. قاد (أوجول) في وقت لاحق الوفد في جولة في شمال أوغندا للقاء ضحايا التمرد واستغفارهم ومع ذلك ظهرت تقارير تفيد بأن نائب قائد جيش الرب للمقاومة أوتي أُعدم في 8 أكتوبر 2007 أو حوالي ذلك التاريخ بسبب صراع داخلي على السلطة مع كوني.
في 20كانون الأول(ديسمبر) 2007م حددت الحكومة مهلة لإنهاء محادثات السلام بحلول 31كانون الثاني(ياناير) 2008م مهددة بذلك بشن هجوم عسكري جديد.
تم الإبلاغ عن وفاة (فنسنت أوتي) التي تم تأكيدها في منتصف ياناير 2008م لتهديد نجاح المحادثات. أُستؤنف المحادثات في 30ياناير2008م وتم تمديد وقف إطلاق النار حتى 29فبراير 2008. انضم الاتحاد الأوروبي والولايات المتحدة إلى المفاوضات، مما زاد عدد المراقبين إلى ثمانية.
تم تحقيق تقدم كبير في المفاوضات وهذا في 3 فبراير 2008 بشأن المساءلة والمصالحة. تم توقيع إتفاق في الـ19 فبراير 2008 قرر أن جرائم الحرب ستتم محاكمتها في قسم خاص من المحكمة العليا في اوغندا، وبالتالي تجاوز المحكمة الجنائية الدولية وإزالة واحدة من آخر العقبات أمام إبرام إتفاق سلام نهائي. وفي 22 فبراير 2008 إنسحب المتمردون من المحادثة مرة أخرى وهذا بعد حرمانهم من المناصب الحكومية العليا. ومع ذلك بعد فترة وجيزة وقعوا أتفاق انفراجة أخرى تنص على أنها «ستنظر في المناصب الحكومية والجيش» ولكن لم يتم تعيينهم تلقائيًا. لقد تم الإتفاق على وقف معاهدة سلام شاملة المتوقع بحلول 29فبراير 2008م (في 23فبراير 2008م).
ظهرت المزيد من المشاكل في الـ28 فبراير 2008 حيث طالب المتمردون بسحب لوائح اتهام المحكمة الجنائية الدولية، لكن الحكومة الأوغندية تريد فقط أن تطلب من الأمم المتحدة بعد أن تم تسريح المتمردين. قد تم التوقيع على إتفاق بشأن نزع السلاح والتسريح وإعادة الإدماج في وقت متأخر من يوم 29فبراير 2008م وترك توقيع معاهدة السلام نفسها كآخر إجراء مفقود.
تم تمديد الهدنة حتى الـ28 مارس 2008،  وسوف تستمر محادثات السلام النهائية في الـ12 مارس 2008.
رفض المدعي العام للمحكمة الجنائية الدولية (لويس مورينو أوكامبو) في 5مارس 2008م مطالبة المتمردين بعقد اجتماع قائلاً«إن أوامر الاعتقال الصادرة عن المحكمة تظل سارية ويجب تنفيذها». وذُكر أن زعيم المتمردين (كوني) سيخرج من الأدغال لتوقيع إتفاق السلام في 28مارس 2008م مع الإتفاق الضمني بأنه لن يتم القبض عليه ونقله إلى المحكمة الجنائية الدولية أثناء وجوده في العراء؛ ويعتقد أن مثل هذا الإجراء من المحتمل أن يشهد إعادة تعبئة لجيشه المتمرد. علاوة على ذلك، اقترح على أوغندا الضغط في مجلس الأمن التابع للأمم المتحدة لتعليق لوائح اتهام المحكمة الجنائية الدولية لمدة عام.
في 12 مارس 2008 ومع استمرار المحادثات النهائية إستفسرت المحكمة الجنائية الدولية عن التعريف الدقيق لسلطات قسم محكمة جرائم الحرب داخل اوغندا، في خطوة ينظر إليها على أنها تخفيف لوائح الاتهام ضد متمردي جيش الرب للمقاومة. تأخر التوقيع النهائي على إتفاق السلام في 26 مارس 2008م من (28 مارس 2008 إلى 3 أبريل 2008)
في حين لم يتم تمديد وقف إطلاق النار رسمياً مع هذا الموعد النهائي كان من المتوقع أن يواصل الطرفان الالتزام به. ثم تأخر التوقيع إلى 5 أبريل 2008. ولقد أُعلن فيوقت لاحق أن (كوني) سيوقع هذه الصفقة في بوش قبل يومين من ذلك. ومع ذالك تم تأجيل ذلك إلى 10أبريل 2008م وورد أن (كوني) كان يعاني من (الإسهال) 
استفسرت المحكمة الجنائية الدولية عن الطبيعة الدقيقة للمحاكم الخاصة في أوغندا. أرجى (كوني) لتوقيع المعاهد النهائية مرة أخرى في 10أبريل 2008م حيث طلب الحصول على مزيد من المعلومات حول نوع العقوبات التي قد يواجهها.
أوضح لاحقاً أنه يريد معرفة المزيد من التفاصيل حول كيفية استخدام (ماتو أوبوت) العدالة التقليدية في (أكولي) وكيف سيعمل التقسيم الخاص للمحكمة العليا بالضبط  ثم علق محادثات
السلام وعين فريقًا جديدًا للتفاوض مدعيا أنه «تم تضليله». وعلى وجه التحديد طرد (كوني) كبير مفاوضي جيش الرب للمقاومة (ديفيد نياكوراتش ماتسانغا) وإستبدله بـ (جيمس أوبيتا). فشل (كوني) فيما بعد في الظهور في نابانغا لتوقيع المعاهدة.

## انهيار
ذكرت الحكومة بعد ذلك أنهم سيعودون إلى جوبا وكمبالا لأن جيش الرب للمقاومة قد قام بخرق الإتفاق وأنه لن يتم تمديد إتفاق وقف إطلاق النار
- الخطوات التالية لكلا الجانبين غير واضحة. حاول الدبلوماسيون دون جدوى إستئناف المحادثات في 26أبريل 2008م. وفي 26مايو 2008م أنشأت الحكومة محكمة خصة لجرائم الحرب مع تفويض بمحاكمة جيش الرب للمقاومة في محاولة لإقناع المحكمة الجنائية الدولية بسحب لوائح الاتهام ضد قادة جيش الرب للمقاومة.
منذ أبريل 2008م بدأ جيش الرب للمقاومة في إعادة تسليح واختطاف المجندين، حيث ذكرت هيئة الإذاعة البريطانية أنه تمت إضافة 1000 مختطف جديد إلى 600 من مقاتلي جيش الرب للمقاومة القدامى بحلول شهر يونيو. صرح مفاوض جيش الرب للمقاومة (جيمس أوبيتا) أنه في 4 يونيو 2008م هاجم جيش جنوب السودان معسكرا لجيش الرب للمقاومة مما أسفر عن مقتل شخصين  وفي 5 يونيو 2008م هاجم جيش الرب للمقاومة معسكر جيش الحركة الشعبية لتحرير السودان في (نابانغا) مما أسفر عن مقتل 21 شخصا منهم سبعة جنود و 14 مدنيا قبل قتل قائد محلي في قرية (يامابا) القريبة. قام مقاتلو جيش الرب للمقاومة بإحراق معسكر الجيش الشعبي لتحرير السودان قبل العودة إلى (ري كولنجبا) وحدث ذلك عندما أعاد (كوني) تعيين (ماتسانغا) كرئيس للمفاوضين إدعى (ماتسانجا) في 6 يونيو أنه إتصل بمبعوث الأمم المتحدة (يواكيم شيسانو) لإحياء المحادثات؛ وصل تشيسانو بعد ذلك إلى كمبالا لإوهذا لإجراء محادثات مع الرئيس موسيفيني في 7 يونيو. ومع ذلك أعلنت حكومة جنوب السودان في 8 يونيو أنها لن تعد وسيطًا حيث أشار وزير الإعلام (غابرييل تشانجسون تشينج) إلى وجود أسباب متعددة لهذا القرار بما في ذلك الهجوم الأخير وعدم الاهتمام الواضح بعملية السلام على جزء من الحكومة الأوغندية. إجتمعت حكومات الدول التي ينشط فيها جيش الرب للمقاومة في وقت سابق وجميع الإجراءات العسكرية المقترحة.
في ديسمبر 2008م وافق مجلس الأمن التابع للأمم المتحدة على توصية (يواكيم شيسانو)بأن تستمر جهود السلام وتستمر أيضاً في دعم أوامر الاعتقال الصادرة عن المحكمة الجنائية الدولية.